# Hohenkirchen (Georgenthal)
Hohenkirchen ist ein Ortsteil der Landgemeinde Georgenthal im thüringischen Landkreis Gotha.

## Geografie
Hohenkirchen liegt am Nordrand des Thüringer Waldes in Nachbarschaft zu Herrenhof und Georgenthal (1,5 bzw. 4 km Entfernung), Ohrdruf (3,6 km) und Petriroda (2,3 km). Durch die nahegelegene Bundesstraße 247 ist der Ort verkehrstechnisch sowohl mit Gotha und der Bundesautobahn 4 wie auch mit den größeren Wirtschaftsregionen im nahen Thüringer Wald verbunden.

## Geschichte
Das Dorf Hohenkirchen wurde am 14. Juni 1168 erstmals urkundlich erwähnt.
Die Lage des Ortes Hohenkirchen am Nordrand des Thüringer Waldes, mit schnell fließenden Bächen und in der Nähe ausgedehnter, im Vollbesitz des Klosters Georgenthal befindlichen Wäldern mag im späten 15. Jahrhundert ein Hauptgrund für die Wahl dieses Ortes zum Aufbau einer der ersten Saigerhütten in Thüringen durch die Fugger gewesen sein. Aufgabe der Saigerhütten war die bestmögliche Trennung von Kupfer und Silber, bei dem Verfahren wurde auch Blei benötigt, das die Fugger aus dem Goslaer Bergbaurevier beziehen konnten. Ein geeigneter, noch näher an den Harz gelegener Hüttenstandort wurde nicht gefunden, auch mag man die Nähe zum konkurrierenden Mansfelder Kupferbergbaugebiet vermieden haben. Im Zeitraum von 1510 bis 1513 wurde in Hohenkirchen 24.489 Zentner Rohkupfer gesaigert, dabei wurden 24.191 Zentner Garkupfer erzeugt.
Die dafür erforderlichen Mengen an Holzkohle waren beträchtlich. Die der Holzkohleverknappung ausgesetzten Handwerker der angrenzenden Städte Gotha, Erfurt, Saalfeld und Arnstadt beschwerten sich über die rapide steigenden Kosten für Holzkohle. Gewinne erzielten offenbar nur die Hüttenbetreiber, welche das meiste Rohkupfer aus eigenen Kupferhütten in der damals zum Königreich Ungarn gehörenden Bergbauregion Banská Bystrica auf dem Landweg nach Thüringen antransportieren ließen. Die zunächst von Nürnberger und Augsburger Patrizierfamilien aufgebauten Saigerhüttenunternehmen wurden bald in angrenzenden Thüringer Regionen mit finanzieller Beteiligung der Landesfürsten nachgeahmt. Jedoch war der dort erzielte Gewinn bereits deutlich geringer, da der Silberanteil im thüringischen Rohkupfer geringer war.
Nach der Auflösung des Klosters Georgenthal gehörte der Ort ab 1531 zum Amt Georgenthal, das seit 1640 zum Herzogtum Sachsen-Gotha gehörte.
Seit dem 6. Februar 1992 war die Gemeinde Hohenkirchen Mitglied der Verwaltungsgemeinschaft Apfelstädtaue mit Sitz in Georgenthal. Mit Auflösung dieser am 31. Dezember 2019 schloss sich Hohenkirchen mit weiteren Gemeinden zur Landgemeinde Georgenthal zusammen.

## Einwohnerentwicklung
Entwicklung der Einwohnerzahl (31. Dezember):
| - 1994 – 760 - 1995 – 778 - 1996 – 786 - 1997 – 828 - 1998 – 825 - 1999 – 821 | - 2000 – 799 - 2001 – 768 - 2002 – 776 - 2003 – 792 - 2004 – 784 - 2005 – 761 | - 2006 – 742 - 2007 – 740 - 2008 – 740 - 2009 – 734 - 2010 – 729 - 2011 – 734 | - 2012 – 730 - 2013 – 737 - 2014 – 731 - 2015 – 701 - 2016 – 710 - 2017 – 698 | - 2018 – 708 - 2019 – 730 |

## Politik

### Ehemaliger Gemeinderat
Bei den Gemeinderatswahlen im Jahr 2014 errang die CDU sechs Sitze, die FDP zwei. 2017 hatten beide Parteien je einen Sitz weniger, dafür gab es nun zwei parteilose Gemeinderäte.

### Ehemaliger Bürgermeister
Letzter Bürgermeister der Gemeinde Hohenkirchen war Jürgen Beese (CDU).

### Wappen
| Wappen von Hohenkirchen | Blasonierung: „In Rot mit einem schwarz gegitterten linken silbernen Obereck ein goldener Ritter auf einem nach rechts schreitenden golden gezäumten silbernen Ross mit silbernem Schild mit schwarzem Leistenkreuz, in der Rechten eine schwarze Lanze mit silberner Spitze haltend.“ |
| Wappen von Hohenkirchen | |

## Sehenswürdigkeiten
Die Kirche St. Gangolf wurde 1510/1511 als Saalkirche mit eingezogenem Chor errichtet. Dieses Baudatum und die Finanzierung des Kirchenbaus steht offenbar im direkten Zusammenhang mit der am Ortsrand errichteten Saigerhütte. Nach der Einführung der Reformation im Jahre 1532 wurde in den Jahren 1576 bis 1579 der Kirchturm aus Abbruchsteinen des Klosters Georgenthal angebaut. Der Turmbau und der Bau einer Mädchenschule wurden vom damaligen Pfarrer des Kirchspiels Hohenkirchen/Herrenhof/Petriroda Theodor Evander initiiert. Auch die 1609 gekaufte Orgel verdankte die Gemeinde der finanziellen Unterstützung des Pfarrers. Die heutige Orgel von 1819 stammt aus der Werkstatt von Georg Franz Ratzmann, an der Rudolf Böhm aus Gotha um 1960 die letzten Veränderungen vorgenommen hat.
Im 17. und 18. Jahrhundert entstanden bei Umbauten die barocke Turmhaube und der barocke Kanzelaltar mit reichem plastischen Dekor von 1776 und die zweigeschossige Empore. Im Zweiten Weltkrieg wurden die Turmhaube und die Turmuhr von 1844 zerstört. Anlässlich der 500-Jahr-Feier der Kirche wurde am 28. August 2011 ein neu beschafftes Uhrwerk in Gang gesetzt.

## Persönlichkeiten

### Söhne und Töchter des Ortes
- Georg Böhm (1661–1733), Organist und Komponist des Barock

### Persönlichkeiten, die in diesem Ort gewirkt haben
- Jakob Fugger gründete nach 1495 in Hohenkirchen eine Saigerhütte.